# 上田吉一
上田 吉一（うえだ よしかず、1925年10月3日 - 2005年12月17日）は、日本の教育哲学者、心理学者。姫路工業大学名誉教授。

## 来歴
大阪府茨木市出身。1952年京都大学文学部哲学科卒業。1968年「精神的に健康な人格の概念に関する研究」で京大教育学博士。姫路工業大学講師、助教授、教授、名誉教授、兵庫教育大学教授、龍谷大学教授。1996年退職。人間主義心理学を提唱した。

## 著書
- 『精神的に健康な人間』川島書店 1969
- 『自己実現の心理』誠信書房 1976
- 『自己実現の教育』黎明書房 1977
- 『動機と人間性』誠信書房 1983
- 『人間の完成 マスロー心理学研究』誠信書房 1988
- 『自己実現の達成』大日本図書 シリーズ人間性の心理学 1994

### 共編著
- 『健康教育と道徳教育』下程勇吉共著 刀江書院 1959
- 『最高人格への道 教育目標の心理学』塩見邦雄共編著 川島書店 1991

### 翻訳
- アブラハム・H・マスロー『完全なる人間 魂のめざすもの』誠信書房 1964
- A.H.マスロー『人間性の最高価値』誠信書房 1973
- D.シュルツ『健康な人格 人間の可能性と七つのモデル』監訳 川島書店 1982
- エドワード・ホフマン『真実の人間 アブラハム・マスローの生涯』誠信書房 1995
- エドワード・ホフマン『マスローの人間論 未来に贈る人間主義心理学者のエッセイ』町田哲司共訳 ナカニシヤ出版 2002

## 論文
- 「精神的に健康な人格の特性に関する考察-臨床家の見た理想的な人間像」『教育心理学研究』第5巻 3号 1958
- 「自己および他人の認知能力に関する実験的研究」『教育心理学研究』第12巻 2号 1964
- 「人格における緊張の概念と精神的健康性」『兵庫教育大学研究紀要』第8号 1988
- 「人間性心理学の課題-人格の自己実現をめざして」『人間性心理学研究』第9巻 1991
- "A study on the concept of the healthy personality", Japanese Health Psychology, No. 2, 1995
- 「人間性のダイナミズム」『人間性心理学研究』第19巻 2号 2002

## 参考
- 『現代日本人名録』2002年
- 上田吉一氏死去
- 大泉溥 編『日本心理学者事典』クレス出版、2003年、148頁。ISBN 4-87733-171-9。